# Seetzenioideae
Seetzenioideae es una subfamilia con un  género de plantas de flores perteneciente a la familia Zygophyllaceae. 

## Géneros
- Seetzenia